# José Javier Aparicio
José Javier Aparicio (1771-1832) fue un militar argentino nacido en la Villa de Luján que participó de la lucha contra las Invasiones Inglesas, de la guerra de independencia, y brevemente de las guerras civiles argentinas.

## Biografía
José Javier Aparicio nació en la Villa de Luján, Gobernación del Río de la Plata, el 1 de diciembre de 1771.
Aunque las biografías oficiales fechan su nacimiento en 1768, sin precisar el día; su acta de bautismo afirma: "En tres de diciembre de mil setecientos setenta y uno, yo Felipe José Maqueda Teniente Cura de la Parroquia de la Villa de Nuestra Señora de Luján bauticé solemnemente a un párvulo que se llamó José Xavier que nació el día primero de este presente mes de Diciembre y año, es hijo legítimo de de don Francisco Aparicio y de doña Juana Leguizamón, feligreses de esta feligresía" (enlace externo: Family Search).
En 1806 combatió contra la primera de las Invasiones Inglesas a órdenes del coronel Antonio de Olavarría. A comienzos de 1807 luchó en la Banda Oriental a las órdenes de Francisco Javier de Elío contra la invasión inglesa a esa región. Pasó a Buenos Aires y el 31 de marzo fue nombrado subteniente del Regimiento de Húsares.
Como tal, participó de la exitosa defensa de la ciudad contra el ataque británico del mes de julio. Se retiró del servicio en las milicias en 1809 con el grado de ayudante mayor, pero al producirse la Revolución de Mayo de 1810 se alistó como capitán en el Regimiento América.
Luchó en el sitio de Montevideo (1811) y tomó parte en la victoria en la Batalla del Cerrito en 1812.
Permaneció en ese frente hasta la capitulación de la plaza el 23 de junio de 1814 y tras ser ascendido a sargento mayor marchó con Carlos María de Alvear contra Fernando Otorgués, segundo de José Artigas.
Con el grado de teniente coronel se incorporó en 1815 al Ejército del Norte, permaneciendo en ese frente hasta 1818, año en que alcanzó el grado de coronel.
En la provincia de Córdoba fue el responsable de organizar la defensa de la ciudad capital en ocasión de la invasión del gobernador de la provincia de Santa Fe Estanislao López. Al producirse el motín de Arequito, quedó prisionero del jefe del mismo, Juan Bautista Bustos; pidió el retiro y se trasladó a Buenos Aires.
Pasó los siguientes años de su vida dedicado a la ganadería.
El 12 de mayo de 1832 fue asesinado en la chacra Los Pedernales, en Navarro. Sus restos fueron trasladados a Buenos Aires y sepultados el 8 de junio en el Cementerio de la Recoleta.
Estaba casado con Encarnación Iriarte. Uno de sus hijos, Casiano Aparicio, alcanzó el grado de teniente coronel de la Confederación Argentina y fue edecán de Juan Manuel de Rosas.